# 国分寺市立図書館
国分寺市立図書館（こくぶんじしりつとしょかん）は、東京都国分寺市が運営する公立図書館の総称である。

## 概要
中央図書館が存在しないが、本多図書館が事務機能の中心となっている。地域に密着した図書館となっている。

## 利用
利用登録ができるのは、市内在住・在勤・在学者および相互利用をしている市（国立市・府中市・小平市・立川市）在住者である。
本は1人12冊、CDは1人2タイトル（相互利用者は5冊、1タイトル）借りることができ、貸出期間は2週間である。

## 沿革
- 1973年 - 本多図書館、恋ヶ窪図書館開館。
- 1974年 - 「図書館だより」創刊。
- 1975年 - 光図書館開館。
- 1978年 - もとまち図書館開館。
- 1988年 - 並木図書館開館。
- 2006年 - 図書館運営協議会を設置。
- 2007年 - 本多図書館駅前分館開館。
- 2018年 - 市民サービスコーナーが移転。
- 2025年 - 本多図書館駅前分館を市役所新庁舎内に移転し、本多図書館市役所分館開館。

## 施設

### 図書館

#### 国分寺市立本多図書館
- 住所：東京都国分寺市本多一丁目7番1号
- 開設年月日：1973年（昭和48年）4月17日
- 開館時間：9時30分～20時00分（土・日・祝日は17時まで）
- 休館日：月曜日・年末年始・特別整理日（月曜日の祝日は開館）
- 蔵書数：135,142冊（2017年度）[2]
- アクセス：JR中央線・西武国分寺線・西武多摩湖線国分寺駅北口から徒歩8分、ぶんバス本多ルート「本多公民館」下車すぐ。駐車場（25台分）あり。

#### 国分寺市立恋ヶ窪図書館
- 住所：東京都国分寺市西恋ヶ窪四丁目12番地8
- 開設年月日：1973年（昭和48年）4月25日
- 開館時間：9時30分～17時00分
- 休館日：月曜日・年末年始・特別整理日
- 蔵書数：119,327冊（2017年度）[2]
- アクセス：西武国分寺線恋ヶ窪駅から徒歩7分、ぶんバス日吉町ルート「日吉町4丁目」下車徒歩3分

#### 国分寺市立光図書館
- 住所：東京都国分寺市光町三丁目13番地19
- 開設年月日：1975年（昭和50年）10月1日
- 開館時間：9時30分～19時00分（土・日・祝日は17時まで）
- 休館日：月曜日・年末年始・特別整理日（月曜日の祝日は開館）
- 蔵書数：140,179冊（2017年度）[2]
- アクセス：JR中央線国立駅北口から徒歩15分、東京創価小学校行きバス「稲荷神社前」下車 徒歩3分、戸倉循環バス「第二小学校」・東京創価小学校行きバス「第二小学校」下車 徒歩2分、ぶんバス西町ルート「光公民館」下車すぐ。駐車場（7台分）あり。

#### 国分寺市立もとまち図書館
- 住所：東京都国分寺市東元町二丁目3番13号
- 開設年月日：1978年（昭和53年）9月12日
- 開館時間：9時30分～17時00分
- 休館日：月曜日・年末年始・特別整理日
- 蔵書数：105,425冊（2017年度）[2]
- アクセス：JR中央線・西武国分寺線・西武多摩湖線国分寺駅南口から徒歩15分、府中駅行きバス「東元町」下車 徒歩5分、ぶんバス東元町ルート「元町駐在所」下車 徒歩4分。駐車場（5台分）あり。

#### 国分寺市立並木図書館
- 住所：東京都国分寺市並木町二丁目12番地3
- 開設年月日：1988年（昭和63年）8月2日
- 開館時間：9時30分～17時00分
- 休館日：月曜日・年末年始・特別整理日
- 蔵書数：99,120冊（2017年度）[2]
- アクセス：JR中央線国立駅北口から戸倉循環バス・稲荷神社経由「新町」下車 徒歩10分、東京創価小学校行きバス「並木町」下車 徒歩7分、ぶんバス北町ルート「並木公民館」下車すぐ。 駐車場（16台分）あり。

#### 国分寺市立本多図書館市役所分館
- 住所：東京都国分寺市泉町二丁目2番18号 国分寺市役所1階
- 開設年月日：2025年（令和7年）1月6日
- 開館時間：8時30分～17時00分
- 休館日：祝日・振替休日・年末年始・特別整理日
- アクセス：JR中央線・武蔵野線 西国分寺駅 南口から徒歩10分､ 京王バス(国分寺駅南口～総合医療センター) いずみプラザ前バス停下車 徒歩2分､ ぶんバス(日吉町ルート、万葉・けやきルート、北町ルート)は市役所正面に停車

### 図書館以外の貸出・返却施設
下記の公共施設では、予約資料の受け取りと図書館資料の返却ができる。

#### cocobunji 市民サービスコーナー
- 住所：東京都国分寺市本町3-1-1 cocobunji WEST 5階
- 開設年月日：2018年（平成30年）5月1日
- 開庁時間：8時30分〜19時00分（第1,3日曜日は8時30分〜17時00分）
- 休館日：土曜日、日曜日（第2,4,5）、祝日、年末年始
- アクセス：JR中央線・西武国分寺線・西武多摩湖線国分寺駅北口直結

#### 国立駅前市民サービスコーナー
- 住所：東京都国立市北1-14-1 国立駅前くにたち・こくぶんじ市民プラザ
- 開設年月日：2018年（平成30年）5月14日
- 開庁時間：8時30分〜19時00分
- 休館日：土曜日、日曜日、祝日、年末年始
- アクセス：JR国立駅北口から徒歩1分

## 参考
1. 1 2  国分寺市立図書館統計2017年度（平成29年度）版
2. 1 2 3 4 5  “国分寺市立図書館統計”.   国分寺市. 2019年7月10日閲覧。